# Hans-Jürgen Zahorka
Hans-Jürgen Zahorka (ur. 4 sierpnia 1952 w Bad Mergentheim) – niemiecki polityk, prawnik i nauczyciel akademicki, poseł do Parlamentu Europejskiego II kadencji.

## Życiorys
Po zdaniu matury studiował prawo na Uniwersytecie w Tybindze, od 1982 praktykował w kancelarii w Sindelfingen. Zasiadał w zarządzie centrum kształcenia dorosłych w Böblingen, był również wiceprezydentem sekcji niemieckiej American-European Community Youth Association. Publikował w czasopiśmie Libertas – Europäische Zeitschrift.
W 1969 zaangażował się w działalność polityczną w ramach Unii Chrześcijańsko-Demokratycznej, był m.in. od 1981 do 1983 wiceszefem młodzieżówki Junge Union w Badenii-Wirtembergii i członkiem zarządu CDU w landzie. Od 1979 zasiadał w radzie powiatu Böblingen. W 1984 uzyskał mandat posła do Parlamentu Europejskiego. Przystąpił do Europejskiej Partii Ludowej, należał m.in. do Komisji ds. Petycji oraz Komisji ds. Stosunków Gospodarczych z Zagranicą. Później pracował jako wykładowca przedmiotów ekonomicznych i prawa europejskiego na niemieckich uczelniach. Został również doradcą i dyrektorem w Libertas – European Institute i redaktorem naczelnym European Union Foreign Affairs Journal. Działał w organizacji GROUPEURO i jako doradca rządów z ramienia Unii Europejskiej i Banku Światowego.